# Элмар, Василий
Васи́лий Элма́р (Василий Серге́евич Ко́зырев) (22 января 1910, Кожласола, ныне Звениговский район, Марий Эл — 22 августа 1943, Алфёрово, Калужская область) — марийский советский поэт, переводчик, журналист, корректор, педагог, член Союза писателей СССР. Член ВКП(б) с 1939 года. Участник Великой Отечественной войны.

## Биография
Родился 22 января 1910 года в д. Кожласола ныне Звениговского района Республики Марий Эл в крестьянской семье. Родители Василия Сергей и Александра прожили недолгую жизнь, у него были три брата (Никон, Егор, Иван) и сестра Евдокия.
В 1925 году окончил Большегиаковскую школу I ступени, Помарскую школу крестьянской молодёжи.
С 1928 по 1932 годы учился на госрабфаке при Казанском государственном университете.
Приехав в Йошкар-Олу, стал преподавателем в школе фабрично-заводского обучения. Одновременно работал корректором газеты «Марий коммуна».
В 1933—1935 годах служил в рядах РККА: в связном батальоне Ленинградского военного округа был сначала красноармейцем, потом командиром отделения, ушёл в запас в звании младшего лейтенанта.
По возвращении домой работал журналистом в газете «Марий коммуна» (ответственный секретарь, заведующий отделом сельского хозяйства). В довоенные годы работу в газете «Марий коммуна» совмещал с должностью редактора марийского альманаха «Пиалан илыш» («Счастливая жизнь»).
С 11 сентября по 22 ноября 1938 года проходил военную подготовку.
Был женат, супруга — уроженка д. Куськино ныне Сернурского района Марий Эл Клавдия Чемекова, двое сыновей — Анатолий и Владимир.

## Гибель на фронте
В декабре 1941 года, будучи младшим лейтенантом запаса, был призван в ряды Красной Армии. В г. Канаш Чувашии проходил боевую подготовку, учась на политработника. В апреле 1942 года получил ранение, для выздоровления был комиссован из госпиталя на родину.
В августе — сентябре 1942 года был литсотрудником газеты «Марий коммуна».
В октябре 1942 года он вновь на фронте. Участвовал в боях за освобождение Смоленска. В августе 1943 года во время одной из наступательных операций командир роты, в составе которой состоял В. Элмар, потерял руку. Командование взял на себя Василий Сергеевич. В этом бою политрук Козырев показал себя отважным офицером. Рота под его командованием освободила от фашистов деревню. В. Козырева сильно ранило. Его и ещё двух раненых бойцов отправили в санитарную роту, но снаряд взорвался прямо у телеги с ранеными. 22 августа 1943 года прервалась жизнь младшего лейтенанта В. С. Козырева. Боевые товарищи похоронили его около д. Алфёрово Спас-Деменского района (ныне — Калужской области).

## Литературная деятельность
Член Союза писателей СССР с 1941 года.
Начал литературную деятельность в 1933 году. Первые стихотворения В. Элмара были опубликованы в журнале «У вий» («Новая сила»), газетах.
Он был также известен как журналист и переводчик на марийский язык стихотворений М. Лермонтова, В. Маяковского, Т. Шевченко, И. Франко, М. Гафури, К. Хетагурова, А. Церетели.
Единственное прижизненное издание произведений В. Элмара, написанных автором в предвоенные годы и в начале войны — сборник «Ончыко» («Вперёд!», 1942).
После его смерти, в 1945 году вышел ещё один сборник стихов. Давшее название книге стихотворение «Мый йӧратем родной элемым» («Я люблю страну мою родную») в советские годы неоднократно включалось в школьные хрестоматии.

## Основные произведения
Основные произведения В. Элмара на марийском языке и в переводе на русский язык:

### На марийском языке
- Ача: почеламут // У вий. № 8. С. 31—32.
- Ончыко: почеламут-влак (Вперёд: стихи). Йошкар-Ола, 1942. 56 с.
- Мый йӧратем родной элемым: ойырымо почеламут-шамыч (Я люблю родную страну: избранные стихи). Йошкар-Ола, 1945. 88 с.

### В переводе на русский язык
- До встречи, Марксина!; Долгожданный день: стихи / пер. А. Ойслендера, Э. Левонтина // Марийская поэзия. М., 1960. С. 143—147; Соловьиный родник. Йошкар-Ола, 1984. С. 61—65.

## Память
- Именем поэта названа улица в с. Кожласола Звениговского района Республики Марий Эл[6].
- В 1982 году в честь Василия Элмара на здании Красногорской (бывшей Кожласолинской) средней школы, где он учился в 1921—1925 годах, была открыта мемориальная доска с барельефом поэта[7].